# Attalea oleifera
Espèce
Synonymes
- Attalea compta Mart.[2]

Statut de conservation UICN

 LC  : Préoccupation mineure
Attalea oleifera est une espèce de plantes de la famille des Arecaceae.

## Publication originale
- Revista Brasileira 7: 123. 1881.